# Gui (vasija)

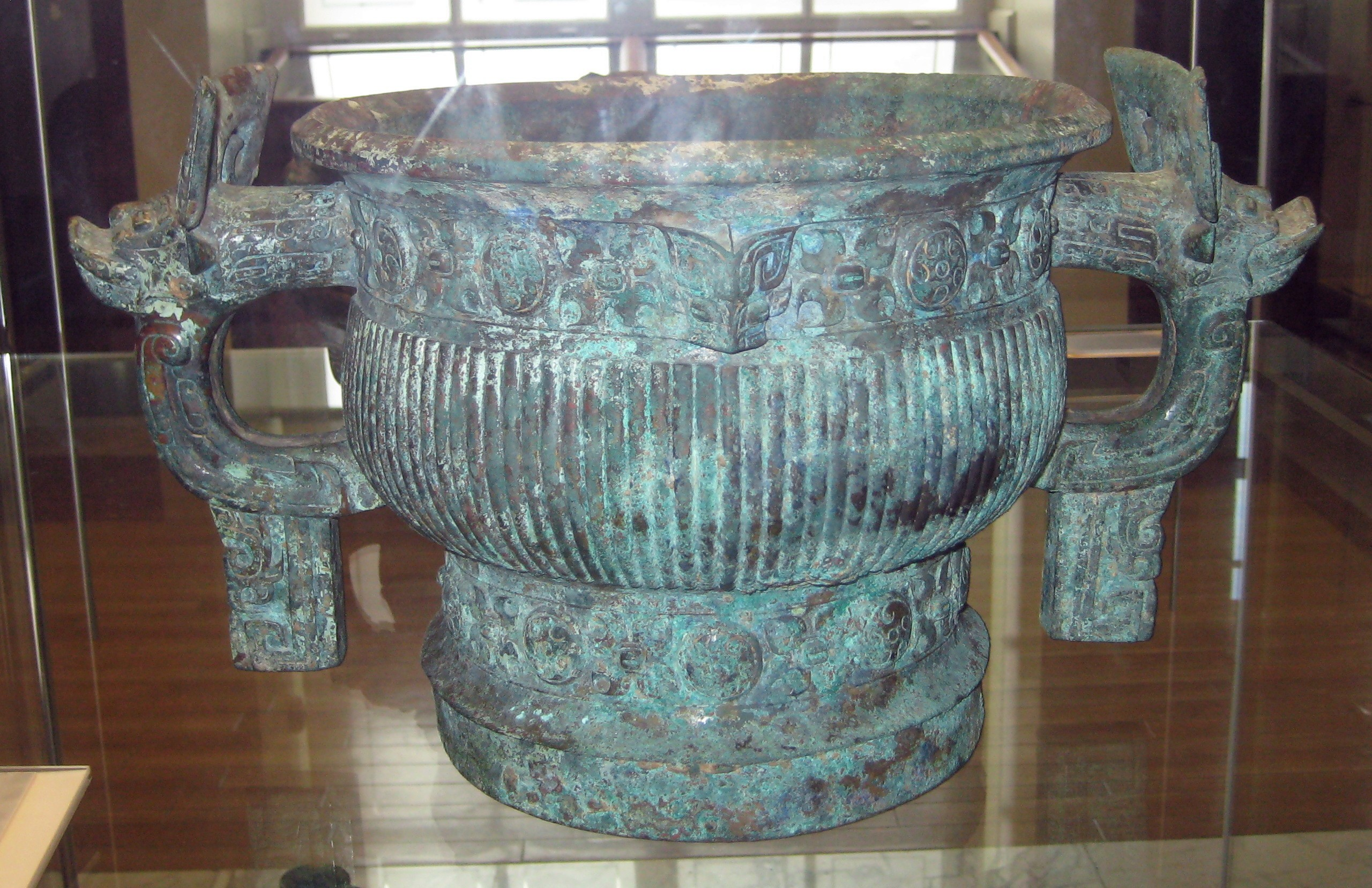
El "gui de Kang hou", de principios de la dinastía Zhou del Oeste (s. XI a. C.), Museo Británico, Londres.

Un gui (簋) es un tipo de vasija china ritual en bronce antigua en forma de cuenco usada para realizar ofrendas de grano en las tumbas ancestrales.
El ejemplo del s. XI a. C. en el Museo Británico fue elegido como el objeto número 23 en el programa Una historia del mundo en cien objetos. El programa explicó cómo estos objetos documentan la historia y su significado que modernos historiadores pueden encontrar en este objeto sobre la dinastía Zhou leyendo sus inscripciones.
La inscripción en el interior del cuenco en el Museo Británico cuenta que el hermano del rey Wu, Kang Hou, que fue duque de Kang y Mei Situ, recibió un territorio en Wei. La inscripción se refiere a una rebelión por parte de los restos del Shang y su derrota por el Zhou, lo que ayuda a datarlo. Debido a que los historiadores saben exactamente cuándo ocurrió esta rebelión fracasada contra la dinastía Zhou entonces el bol puede datarse con mucha exactitud.